# موسوعة

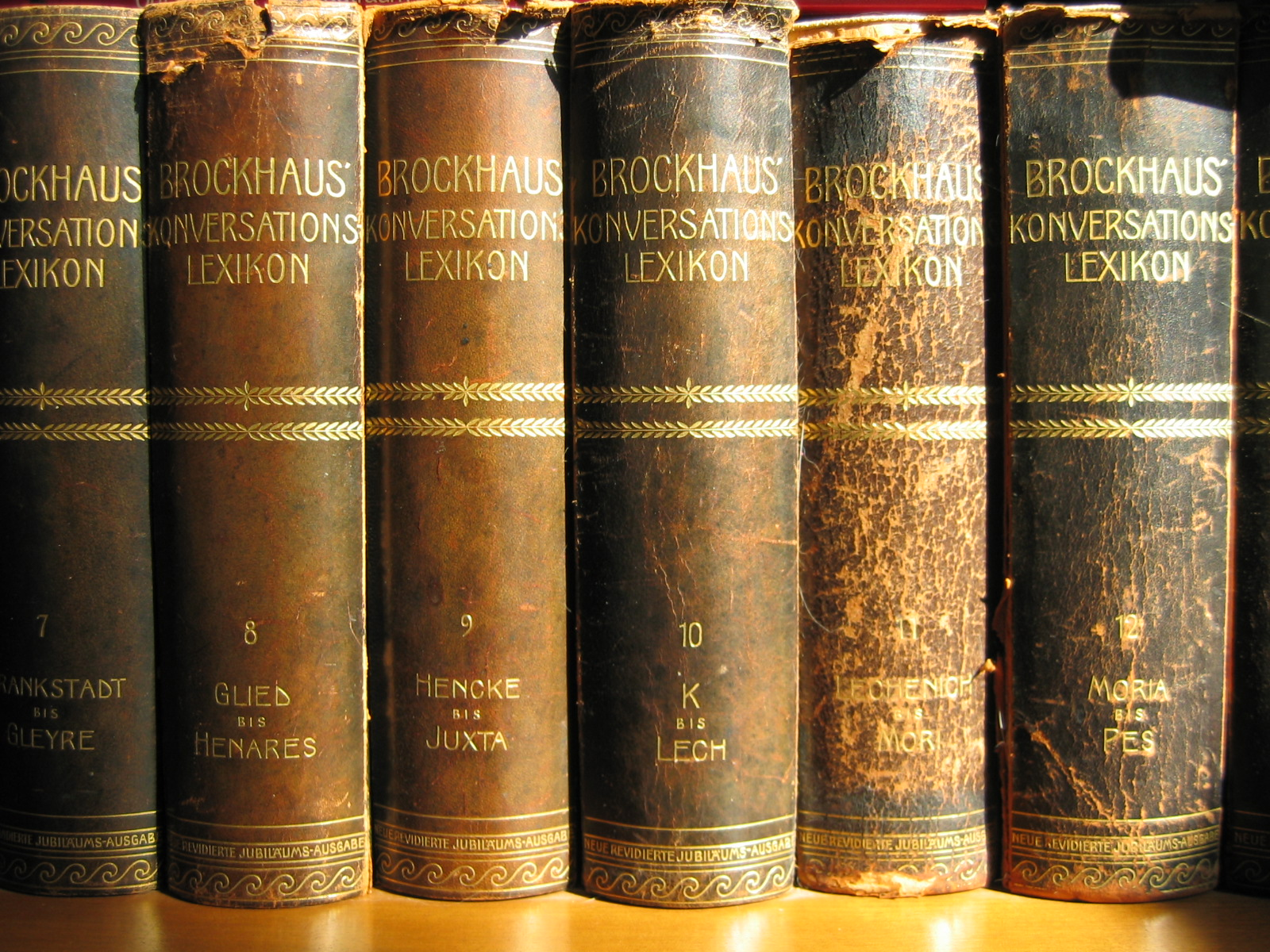
موسوعة

الموسوعة أو دائرة المعارف أو المَعْلَمة هي مؤلف يحتوي على معلومات عامة حول موضوعات المَعرفة الإنسانية أو المُتخصصة في موضوع معين، ويَغلب على معلوماتها الاختصار، وتعتمد على دقة التنظيم بحسب الترتيب الهجائي ليسهُل على المستفيد الرجوع إليها بأقل جهد. وتعتمد الموسوعات الجَيدة على عدد من الكُتاب (المحررين)، كلٌ يكتب في مجال تخصصه. ومن أشهر تلك الموسوعات الموسوعة البريطانية. وتتخصص بعض الموسوعات في نواحٍ مختلفة من المعرفة مثل الموسوعة الجغرافية أو موسوعة تاريخ مصر القديم أو موسوعات فلكية وغيرها.
تهتم الدول المُتقدمة بالموسوعات ،ويلجأ الناس إلى الموسوعات في جميع أنحاء العالم للتزود بالمعرفة؛ ولذلك من المُهم إجادة اللغات الرئيسة للمعرفة في الزمن المُعاصر مثل:اللغة الإنجليزية والفرنسية والألمانية والإسبانية، وفي بعض الفروع اللغة العربية.

## تعريفها اللغوي
هي كتب تحتوي على معلومات في شتى المجالات، مرتبةً ترتيبًا هجائيًّا.

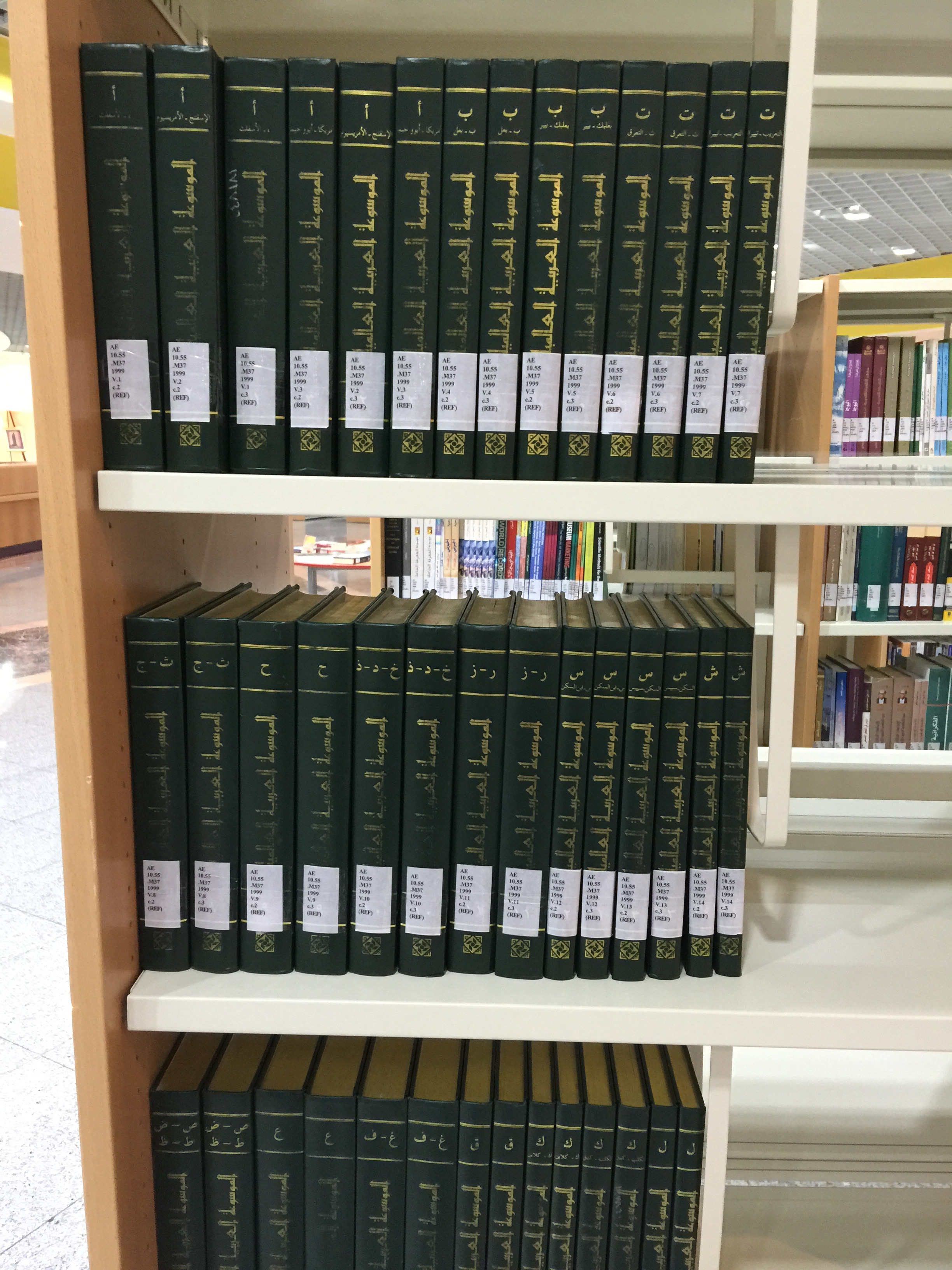
صورة لبعض مجلدات الموسوعة العربية العالمية.

## أهمية الموسوعات

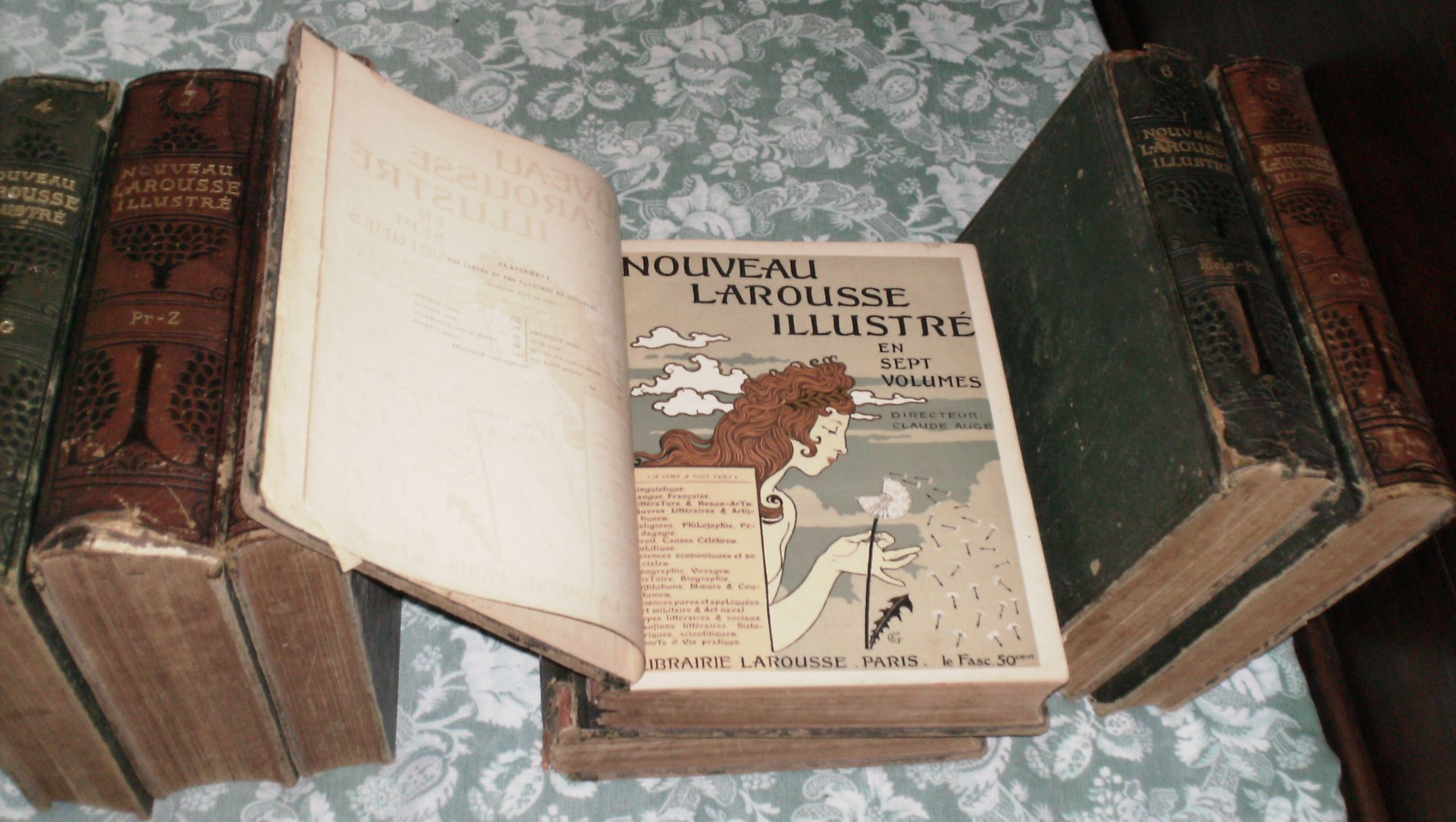
Nouveau Larousse Ilustré, 1897–1904

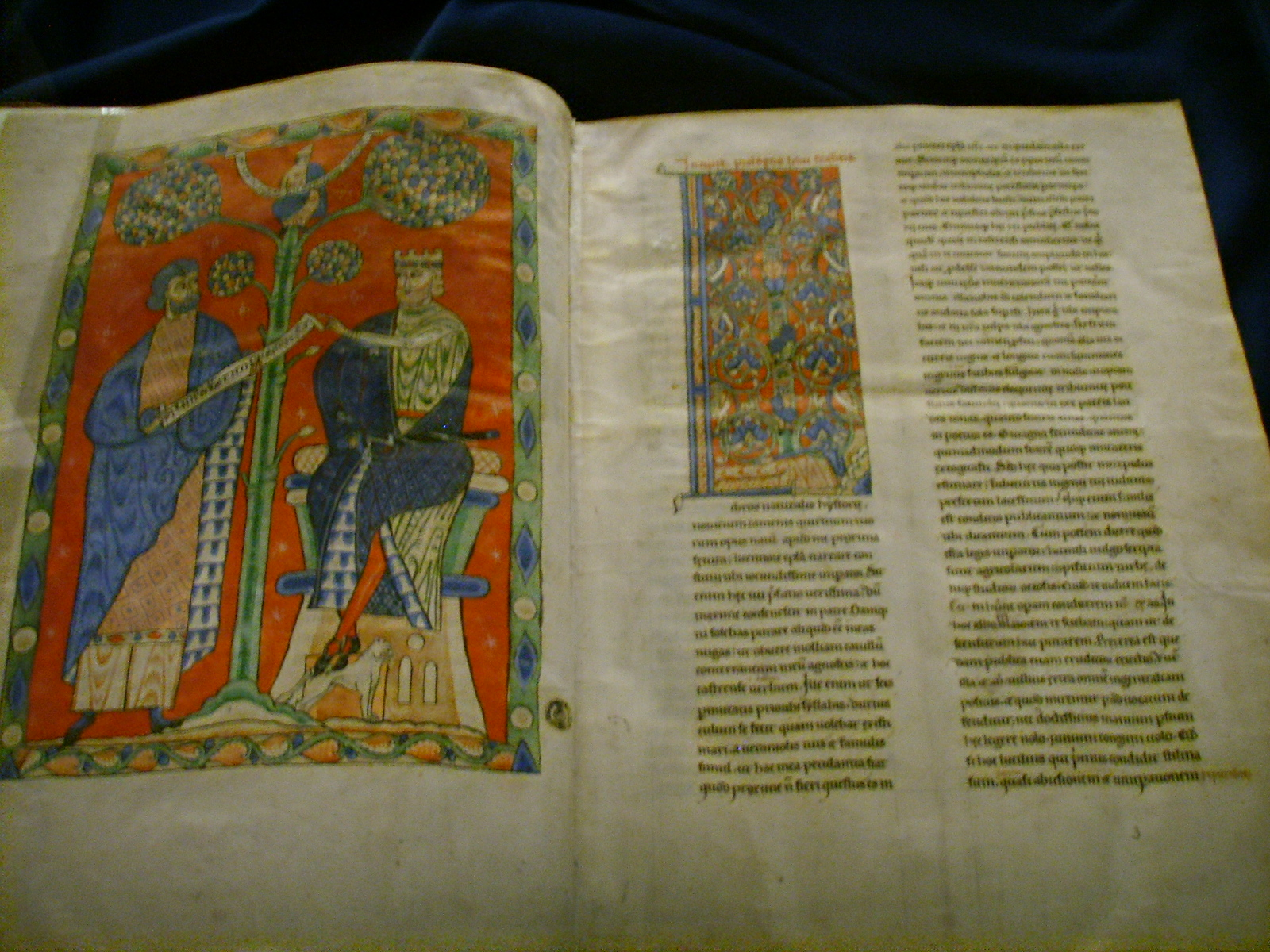
Plinius’ Naturalis

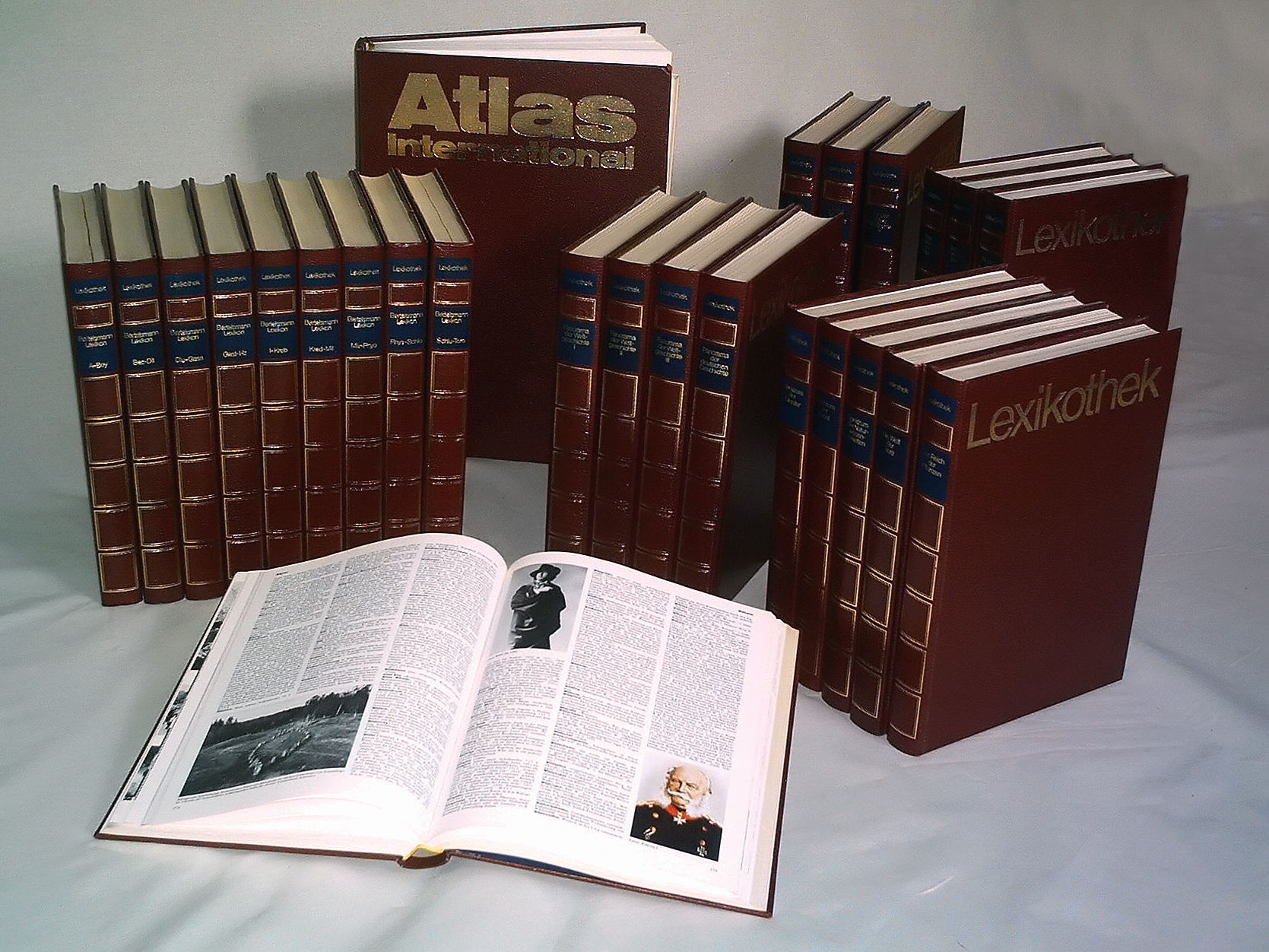
موسوعة برتلزمان الألمانية، في 26 مجلد من عام 1983.

1. تعدّ الموسوعة مهمة لانها تقدم معلومات أساسية وحقائق أولية حول مختلف المواضيع.
2. مثل، ماذا ومتى وأين وكيف ؟ فقد يسأل الباحث مثلاً: من مؤسس المملكة الأردنية؟ متى تأسست جامعة الدول العربية ؟ ما هي عجائب الدنيا السبع وأين تقع ؟ فالإجابة عن هذة التساؤلات تكون عن طريق الموسوعات.
3. تُعدّ مصدرًا لإعطاء الخلفيات الأولية من المعلومات للدارس والباحث والخبير والقارئ العادي على حد سواء.
4. تُعدّ مصدرًا لإرشاد القارئ الذي يريد الاستزادة من المعلومات بواسطة الببليوغرافات التي تقدمها في نهاية مقالاتها مما يساعد القارئ على إيجاد معلومات اضافية في مجال موضوعى معين.
5. تُساعد في تقديم الاجابات على عدد من الأسئلة والاستفسارات المرجعية التي يتلقاها قسم المراجع.
6. تُستخدم الموسوعات وخصوصًا المُتخصصة للاستفسارات المرجعية السريعة ولتقديم العروض الموجزة الخاصة بموضوعات معينة.

هناك ثلاثة طرق لتنظيم وترتيب المعلومات التي تشمل عليها الموسوعات وهي:
1. الترتيب حسب الأحرف الهجائية
2. الترتيب الموضوعى
3. الترتيب الشكلي

ففى الترتيب الهجائي هناك أسلوبان مُتميزان يهدف الأول إلى تقديم عدد كبير جدًا من المقالات القصيرة لتغطية المواضيع الصغيرة، وهُنا تبرز الحاجة إلى العديد من الاحالات وإلى الكشافات والادلة المرشدة للربط بين المواضيع المختلفة وتوحيد الأقسام المتعددة للمواضيع، في حين يهدُف الأسلوب الثاني إلى المقالات المُطولة التي تحوي بداخلها مواضيع أصغر وفي هذه الحالة تبرز الحالة إلى الكشافات التحليلية.
أما الترتيب المُصنف بحسب الموضوعات فإن معظم دوائر المعارف التي ظهرت قبل بداية الطباعة كانت تُرَتب بهذه الطريقة، وتقوم فكرتها على أساس تقسيم المعرفة البشرية إلى قطاعات معينة في العلوم والفنون وترتيبها تبعا لأهميتها أو العلاقات المتبادلة بينها سواء في الإطار العام للقطاعات أو في الترتيب الداخلى لتفريعات كل قطاع، وهذا النظام المصنف لا يزال يستعمل في كثير من دوائر المعارف وخاصة دوائر المعارف المُتخصصة ودوائر معارف الناشئين، وقد تطور هذا النظام وأصبح يستعمل الكشافات الهجائية حتى يمكن الوصول عن طريقها إلى المعلومات بسهولة ويسر.

## مميزات الموسوعات
1. يقوم بكتابة محتويات الموسوعات كتاب متعددون متخصصون ويقوم بتحريرها هيئة كبيرة من المحررين المهرة وهيئة من الباحثين.
2. تحرص الموسوعات على توثيق ما تشتمل عليه من معلومات بتسجيل بيانات المصادر التي اعتمدت عليها في قوائم ملحقة بمقالاتها.
3. مقالات الموسوعة موقعة بأسماء كتابها.
4. قيام كثير من الموسوعات بتجديد محتوياتها وملاحقة التطورات العلمية في مجال اهتمامها ومن أكثر طرق التجديد اتباعا ما يسمى بسياسة المراجعة المستمرة من ملاحق واضافات وكتب سنوية.
5. تتنوع التقسيمات الوظيفية للموسوعات لتتناسب مع متطلبات القراء والباحثين من جميع المستويات فوجدت دوائر المعارف العامة والمتخصصة.
6. تنوع دوائر المعارف حسب مستويات العمر المختلفة ومن هنا وجدت دوائر معارف الكبار ودوائر أخرى للشباب ودوائر تخاطب الأطفال وفقا لمستوياتهم في العمر والثقافة.
7. دوائر معارف منها ما ظهر في مجلد واحد ومنها ما ظهر في عدد كبير من المجلدات زاد في بعض الأحيان على مائه مجلد.
8. إلحاق كثير من الموضوعات التي تعالجها الموسوعات بقوائم المؤلفات (الببليوغرافيات) التي تكون مرتبطة بالموضوع وتساعد القارئ للاستزادة من الموضوع من النقطة التي تركته المقالة عندها وهذه الميزة تعدّ من المزايا الخاصة بالموسوعات.
9. إلحاق كثير من الموسوعات بالكشافات المستقلة من أجل تسهيل الوصول إلى المعلومات المطلوبة بسهولة وبسرعة كما هو الحال في الموسوعات البريطانية.

## الموسوعات الإلكترونية
الموسوعات الإلكترونية هي موسوعات مسجلة ومدونة الكترونيا وهي غير مطبوعة على كتب.
من أهم الموسوعات الإلكترونية:

### الموسوعة البريطانية
الموسوعة البريطانية: تتوفر هذه الموسوعة على شكل أقراص ضوئية CD كما يمكن البحث فيها من خلال شبكة الإنترنت. وتحتوي هذه الموسوعة على أكثر من 76000 مقالة كما أضيفت إليها روابط مباشرة إلى مقالات ومواقع أخرى ذات صلة، ويمكن الاستفادة من الموسوعة عن طريق الاشتراك بمقابل رسوم دورية.

### الموسوعة العربية العالمية
الموسوعة العربية العالمية: صدرت النسخة الإلكترونية لهذه الموسوعة عن شركة أعمال للإنتاج الثقافي عام 2003 وتحتوي على أكثر من 150000 مادة بحثية، وقد زودت بأكثر من 20000 صورة وخريطة وجدول ولقطة وفيديو ومقطع صوتي، ويمكن البحث في الموسوعة من خلال الكلمات المفتاحية أو من خلال الموضوع.

## موسوعات الإنترنت
مع بداية ظهور شبكة الإنترنت ظهرت فكرة موسوعات الإنترنت، أول مثال لذلك كان موسوعة انتربيديا. الآن تعدّ ويكيبيديا أكبر موسوعة على الإنترنت.